# Гегіє
Гегіє (рум. Gheghie) — село у повіті Біхор в Румунії. Входить до складу комуни Аушеу.
Село розташоване на відстані 399 км на північний захід від Бухареста, 45 км на схід від Ораді, 86 км на захід від Клуж-Напоки.

## Населення
За даними перепису населення 2002 року у селі проживали 245 осіб, усі — румуни. Усі жителі села рідною мовою назвали румунську.